# Эпоха модерна
Эпо́ха моде́рна, моде́рнити, иногда моде́рн (от англ. modernity «современность»; modern «современный») — понятие, означающее общество, изменённое в результате утверждения индустриализации, урбанизации, секуляризации, развития институтов государства и гражданского общества. Такое общество противопоставляется традиционному обществу и обществу постмодерна. В философских спорах на Западе понятие «модерн» (нем. die Moderne и англ. modernity) закрепилось как совокупное обозначение исторической эпохи нового и новейшего времени.
Модерные общества
При этом в русскоязычной литературе термин модернити используется для того, чтобы не путать его, во-первых, с современностью как таковой (как указанием на настоящее время, без ценностных коннотаций), а во-вторых — с эпохой модерна (периодом развития европейского искусства на рубеже XIX−XX веков, когда возник и получил развитие стиль модерн).
Термин используется для описания весьма широкого временного спектра. Он может означать всё относящееся к послесредневековой истории Европы в контексте выделения четырёх исторических эпох: Античности, Средневековья, Классицизма, Постиндустриального общества.
Можно выделить следующие признаки модернизированного общества:
- В модернизированном обществе люди начинают во всех областях жизни действовать рационально, в то время как в традиционном обществе люди действуют так, как поступали их отцы и деды.[4]
- В модернизированном обществе достаточно высока как физическая, так и социальная мобильность населения. В традиционном обществе его члены обычно живут так же, как их отцы и деды. В модернизированном обществе человек зачастую живет не в том месте, где он родился, имеет иную профессию, чем его отец, и принадлежит к иной социальной группе.
- В модернизированном обществе человек должен обладать способностью приспосабливаться к изменяющейся среде. Оно задает новый ритм жизни. Так, крестьяне обычно напряженно работают лишь при выполнении сезонных сельскохозяйственных работ, сами определяют время труда и отдыха. Но когда крестьянин перебирается в город и становится наемным рабочим, то ему приходится напряженно работать каждый день в одном и том же темпе. Политики и предприниматели вынуждены быстро реагировать на происходящие во внешней среде изменения. Человек вынужден приспосабливаться к новой среде обитания, если на старом месте он потерял источник средств к существованию, ему необходимо устанавливать контакты с незнакомыми для него людьми, привыкать к новым духовным ценностям, характерным для того общества, в которое он влился.
- В модернизированном обществе имеются механизмы, которые обеспечивают возобновление экономического роста после любого кризиса. В традиционном же обществе экономический рост либо вообще отсутствует, либо происходит столь медленно, что в течение жизни многих поколений уровень доходов и образ жизни людей остаются практически неизменными.
- Модернизированное общество отличается от традиционного достаточно высоким уровнем гражданской культуры широких масс, что создает предпосылки для демократии. В традиционных же обществах типичной является авторитарная власть. Хотя демократические общества имелись и в античности (Древняя Греция, Древний Рим), и в Средние века (городские коммуны), но в них в политической жизни обычно участвовала лишь меньшая часть населения, они были неустойчивыми, постоянно подвергались ударам со стороны поддерживаемых народными массами тиранов-популистов.